# Kenmore
Kenmore (schottisch-gälisch: An Ceannmhor) ist ein kleiner Ort in den schottischen Highlands. Er liegt in der Council Area Perth and Kinross direkt am Austritt des Flusses Tay aus dem See Loch Tay.

## Geschichte
Das heutige Kenmore ist eine im 18. Jahrhundert vom 3. Earl of Breadalbane planmäßig angelegte Siedlung, in die aber ältere Bauten wie zum Beispiel das Kenmore Hotel aus dem 16. Jahrhundert integriert wurden. Das Kenmore Hotel gilt als das älteste noch betriebene Hotel im Vereinigten Königreich. Der gesamte Ortskern von Kenmore steht unter Denkmalschutz. Besonders sehenswert ist die Hauptstraße, die an einem Ende von der Dorfkirche begrenzt wird, am anderen von dem eindrucksvollen Eingangstor zu Taymouth Castle. Das Schloss stammt aus dem frühen 19. Jahrhundert und wurde von der Familie Campbells of Breadalbane, ein Zweig des Clan Campbell, als Stammsitz gebaut. Lange Zeit stand das Schloss leer. Inzwischen wird es renoviert. Ein Teil wird bereits als Hotel genutzt. Die umliegenden Parkanlagen wurden in einen privaten Golfclub umgewandelt.

## Lage
Kenmores Lage zwischen dem See und den Bergen macht es zu einem beliebten Ort für Touristen. Von hier aus erreicht man das Tal von Glen Lyon, die Berge von Breadalbane und den Schiehallion. Und man sieht den Berg Ben Lawers, der mit gut 1200 m die umgebenden Höhen am Loch Tay überragt.
In der Nähe des Ortes hat man am Ufer des Sees im Crannog Centre ein sogenanntes Crannóg rekonstruiert, ein Haus, das aus Verteidigungsgründen auf eine künstliche Insel ins Wasser gebaut wurde. Solche Konstruktionen fand man bis ins 17. Jahrhundert an vielen schottischen Seen, neben Loch Tay zum Beispiel an Loch Awe und Loch Earn.

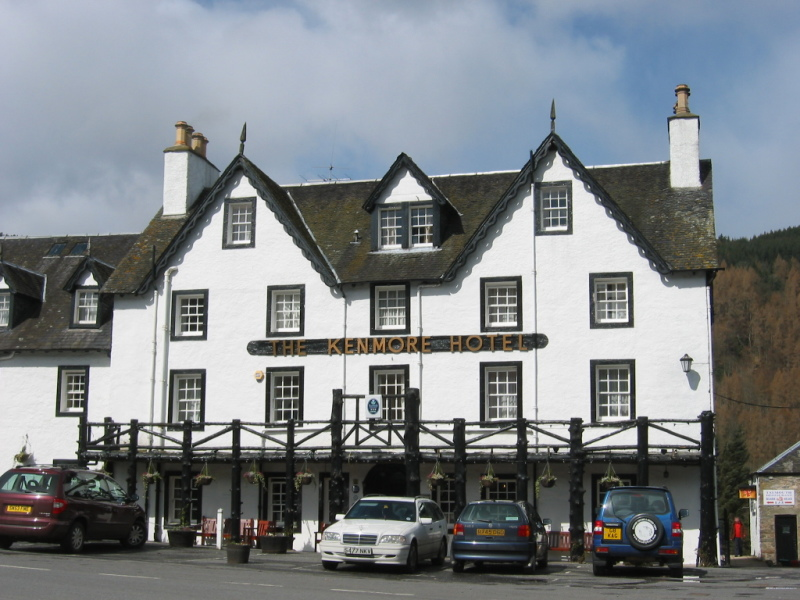
Kenmore Hotel
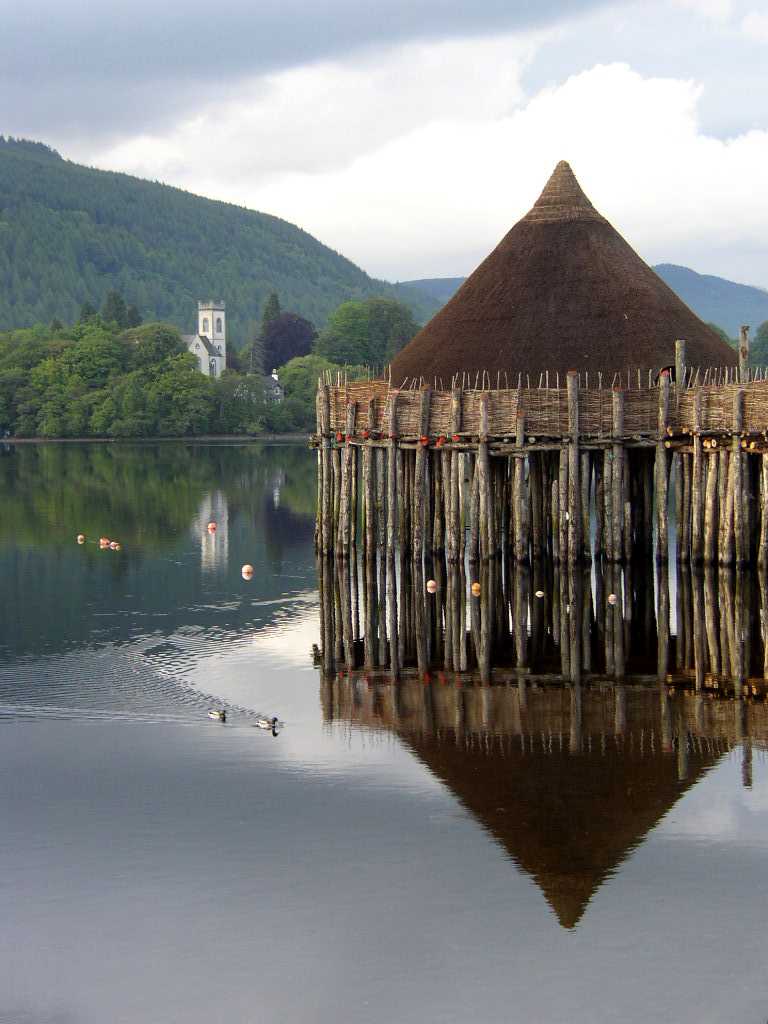
Crannóg